# Vladimír Rusó
Vladimír Rusó (1946) is een Slowaaks organist en componist
Rusó studeerde orgel in Kowice en in Bratislava.
Hij won prijzen in verschillende orgelwedstrijden:
- In 1969 de Eerste prijs in een Tsjecho-Slowaaks orgelconcours voor jonge organisten, met een speciale prijs voor zijn vertolking van Bach en van moderne Slowaakse muziek.
- In 1970 Tweede prijs (geen Eerste prijs toegekend) in het internationaal orgelconcours in Brugge, in het kader van het Festival Musica Antiqua.
- In 1971 Laureaat in het Praagse Lentefestival.

Hij bouwde een carrière op als organist en trad op in heel wat festivals, onder meer de Berlin Modern Music Biennale, de festivals van Wrocław, Łódź, Oliwa en Leżajsk. 
Hij heeft geconcerteerd doorheen Oost- en West-Europa, vooral met werk van Johann Sebastian Bach en César Franck, maar ook met werk van hedendaagse Slowaakse componisten, onder meer van hemzelf.
Rusó werkte mee aan talrijke opnamen, als organist of met koor en orkest.